# Wostok 5
Wostok  5 - oznaczenie kodowe Jastrząb (ros. Ястреб, Jastrieb) – piąty załogowy lot kosmiczny w ramach programu Wostok; drugi, po misjach Wostok 3 i Wostok 4, lot grupowy. Misja Wostoka 5 trwała od 14 czerwca do 19 czerwca 1963 roku. Na pokładzie znajdował się  kosmonauta – Walerij Bykowski (jego dublerami byli Borys Wołynow i Aleksiej Leonow). Do dzisiaj jest to najdłuższy lot statku kosmicznego z jednoosobową załogą.
Oficjalnymi celami misji były:
- dalsze badania wpływu środowiska przestrzeni kosmicznej i stanu nieważkości na organizm ludzki
- przeprowadzenie eksperymentów biomedycznych w warunkach przedłużonego lotu kosmicznego
- obserwacja i usprawnianie układów statku kosmicznego

Lot Wostoka 5 odbył się równocześnie z Wostokiem 6, na pokładzie którego znajdowała się pierwsza na świecie kosmonautka – Walentina Tierieszkowa. Minimalna odległość między nimi w przestrzeni kosmicznej wynosiła 6 km. Przez 3 dni załogi obu statków utrzymywały łączność z Ziemią. Na Ziemię przesłano także transmisje telewizyjne Bykowskiego (retransmitowane przez telewizje państw demokracji ludowych i Zachodu). Kosmonauci przeprowadzali na orbicie eksperymenty naukowe (m.in. pomiary fotometryczne horyzontu) i biomedyczne.
Po wykonaniu 82 okrążeń Ziemi, kapsuła powrotna powróciła do atmosfery i wylądowała 540 km na północny zachód od Karagandy, niedaleko Kokszetau (53°24′N 68°37′E/53,400000 68,616667). Tak jak w poprzednich misjach Wostok, moduł serwisowy nie do końca odczepił się od kapsuły powrotnej, a pilot katapultował się i lądował osobno, na spadochronie.
Lot został skrócony, z pierwotnych ośmiu, do pięciu dni z powodu kłopotów z trzecim stopniem rakiety, które spowodowały, że statek wszedł na orbitę niższą od zakładanej. Wystąpiły też kłopoty z usuwaniem fekaliów ze statku, przez co cały czas wewnątrz panował nieprzyjemny zapach, a temperatura w kabinie często sięgała 30 °C (w ciągu całej misji wahała się od 10 do 30 °C).
Kapsuła powrotna statku jest eksponatem w Muzeum Ciołkowskiego w Kałudze.

## Przebieg misji Wostoka 5 i 6

### Zapowiedź lotu
Plotki o locie kosmonautki pojawiły się w połowie kwietnia 1963 roku. Ich źródłem był artykuł autorstwa Gagarina i Titowa, który ukazał się w gazecie „Prawda”. Kosmonauci napisali w nim, że w kosmos polecą „zarówno synowie jak i córki Związku Radzieckiego”.

### Start Wostoka 5
Wielokrotnie przekładany start (z powodu kłopotów technicznych i wysokiej aktywności radiowej Słońca) odbył się 14 czerwca 1963, o godz. 11:58:58 czasu uniwersalnego. Już tego samego dnia, prawdopodobnie w parę godzin po starcie, amatorzy krótkofalowcy mogli usłyszeć potwierdzenie tego faktu w eterze:

[...] Na częstotliwości ok. 20 MHz, często interferującej z łącznością lotów kosmicznych, można było usłyszeć wymianę komunikatów po rosyjsku ze stacją WIKA. Wzdłuż toru lotu, od  miejsca startu do celu (wschodniej Syberii albo morza) pociski balistyczne były śledzone przez łańcuch stacji naziemnych raportujących dane do stacji głównej, WIKA. Byłem zdumiony ich aktywnością - startował czasem więcej niż jeden pocisk dziennie!
Tuż po starcie Wostoka 5, jedna ze stacji nadzorujących lot załogowy, bez zidentyfikowania się, nakazała stacji WIKA "natychmiastowe porzucenie częstotliwości 20 MHz na rzecz kosmonauty pracującego na tej częstotliwości". Nie spodziewałem się startu statku załogowego, i ten rozkaz był dla mnie dowodem, że ktoś znajdował się na orbicie! [...]

O 16:33, radioamatorzy słyszeli rozmowę Bykowskiego z Nikitą Chruszczowem, na częstotliwości 20,006 MHz. Kosmonauta dziękował za radiogram i troskę ojczyzny:

Dla mnie, dorastającego jako komsomolec, to przyjemność móc wykonywać tak zaszczytne zadanie dla radzieckiej ojczyzny. Spełnieniem marzeń jest być komunistą w naszej wielkiej partii Lenina. Całą duszą dziękuję narodowi radzieckiemu za życzenia i zrobię wszystko, aby pomyślnie wykonać program lotu. Kosmonauta Bykowski.

Przez kilka minut Walerij rozmawia z Chruszczowem i swoim przyjacielem, imieniem Pasza lub Wasza. W tym czasie odbierane są również sygnały z nadajnika na częstotliwości 19,948 MHz.
Pilot próbował ręcznie manewrować statkiem, aby obejrzeć lot ostatniego członu rakiety nośnej. Po niewielu nieudanych próbach zrezygnował z uwagi na ilość gazu dla silników manewrujących (jego ciśnienie spadło do 10 atmosfer, a potrzebna była rezerwa 5 atmosfer do manewru ponownego wejścia w atmosferę).
Szwedzka stacja telekomunikacyjna odebrała krótką wiadomość od Bykowskiego o godz. 14:55. Radioamator Reimar Stridh odbierał wyraźny głos Bykowskiego w Sztokholmie, między 17:56 a 18:02 UT.

### Start Wostoka 6
Prasa spekulowała na temat lotu kosmicznego kobiety. Od godziny 07:15 GMT na częstotliwości 20,006 MHz znacznie wzmogła się wymiana komunikatów. Wiązało się to z przygotowaniami do startu drugiego Wostoka.
Wostok 6 z Walentiną Tierieszkową wystartował o 09:29:52. Media radzieckie szybko podały tę wiadomość. O 12:26 można było z łatwością odebrać głos pierwszej w historii kosmonautki mówiącej: „Ja Czajka, ja Czajka”. Przez kolejne kilka minut Rosjanka rozmawiała z jedną ze stacji naziemnych. Następną transmisję Tierieszkowej radioamatorzy mogli odebrać po wykonaniu kolejnej orbity, około 15:25. O 16:50 nawiązała łączność z Wostokiem 5 i Bykowskim. O 17:10 kosmonautka rozmawiała krótko ze stacją naziemną Wesna 1.
Bykowskiemu udało się rozpoznać Leningrad, Nil, Kair i norweskie fiordy. Nocą oglądał światła Ameryki Południowej i ślady samolotów nad Francją. Próbował również zaobserwować koronę słoneczną i zorze polarne za pomocą różnych filtrów, ale bez powodzenia. Aby uniknąć choroby lokomocyjnej, nie wykonał przewidzianych ćwiczeń.
O 18:36 znów można było usłyszeć pilota Wostoka 5. Kontaktował się ze stacją Wesna 1. Był podenerwowany długim oczekiwaniem na odpowiedź z Ziemi. Bykowski zakończył rozmowę z Wesną, mówiąc, że nie może rozmawiać dłużej, bo musi przygotować się do następnej transmisji telewizyjnej. Radioamatorzy ponownie odebrali głos z Wostoka 6 około 20:04, słychać było również wtedy Bykowskiego i stację naziemną.
Podczas pierwszej orbity Wostoka 6, oba statki zbliżyły się na najmniejszą odległość w ciągu trwania całej misji, około 5 km.

### 17 czerwca
W godzinach przedpołudniowych nadzór misji miał trudności ze skontaktowaniem się z Tierieszkową i prosił Bykowskiego o pomoc. Około 11:00 GMT, gdy oba statki był nad środkowym Pacyfikiem, japońska stacja naziemna odebrała komunikaty: „Jastrząb, Jastrząb,... Skontaktuj się z kosmonautką Tierieszkową. Nie możemy zrobić tego z Ziemi”. Bykowski odpowiedział: „Próbowałem się z nią skontaktować, ale bez powodzenia, jednak nie sądzę, by trzeba było się martwić.”.
Szwedzka stacja telekomunikacyjna w Enköping obierała dane telemetryczne z Wostoka 6, na częstotliwości 19,995 MHz, między 16:11 a 17:31. Dane z Wostoka 5 odbierała między 16:08 a 16:36, a głos Bykowskiego udało się odebrać o 16:23.
Przez kilka godzin stacjom naziemnym nie udawało się wywołać Wostoka 5. Tierieszkowa też próbowała nawiązać łączność z Ziemią. Prawdopodobnie wina leżała w odbiorniku Walentiny lub w złej nastawie kanału odbioru. O 14:58 stacja w Enköping odebrała jej głos: „Ja Czajka, ... Powtarzam informacje do poprawki globalnej [...]. Czuję się dobrze. Na pokładzie wszystko dobrze. Temperatura 20 stopni. Odbiór?”. Komunikat pozostał bez odpowiedzi. Ten sam komunikat powtórzył się o 16:54. W nieporadny sposób kosmonautka próbowała nawet nadawać kodem Morse'a. Około 18:00 problem minął i słyszano Tierieszkową rozmawiającą z „Numerem 20”, którym był Siergiej Korolow.
We wspomnieniach Nikołaja Kamanina, szefa treningu radzieckich kosmonautów, nie ma zapisów mówiących o tych problemach z łącznością. Kamanin był wtedy w Bajkonurze. Napisał, że przez osiem godzin jego dyżuru łączność z oboma statkami była bez zarzutu, a Tierieszkowa śpiewała mu nawet piosenki. Jednak podając godziny, Kamanin nie zaznaczył czy chodzi o czas lokalny, czy moskiewski, i tak problemy te mogły wystąpić przed lub po jego dyżurze.
Bykowski wypróbowywał również stan nieważkości. Wypinał się częściowo lub całkowicie z pasów bezpieczeństwa i unosił swobodnie w kabinie, co bardzo mu się podobało.

### 18 czerwca
Reuter donosił, że odebrano rozmowę Tierieszkowej ze stacją naziemną. Kosmonautka mówiła, że jest gotowa do odbioru danych do ręcznej deorbitacji.

### 19 czerwca - lądowania
O godzinie 7:20:11 nastąpiło samoczynne włączenie układu sterującego usytuowaniem statku. Silniki wsteczne Wostoka 6 włączono o 07:54:48 GMT. O godzinie 8:10:38 nastąpiło samoczynne odstrzelenie pokrywy kabiny statku (na wysokości 7 km nad powierzchnią Ziemi) i wyrzucenie kosmonautki na zewnątrz Wostoka 6, i po dwóch sekundach został uruchomiony układ spadochronowy. O godzinie 8:11:00 nastąpiło samoczynne uruchomienie układu lądowania statku. O godzinie 8:15:55 Wostok osiadł na powierzchni Ziemi. O godzinie 8:20:00 19 czerwca 1963 roku wylądowała Tierieszkowa, w miejscu położonym 620 km na północny wschód od Karagandy, na 53. równoleżniku. 
Po serii nieporozumień wynikających z zakłóceń w łączności, Gagarin przekazał Bykowskiemu informacje, że ma lądować dzisiaj, piątego dnia misji. Droga hamowania statku Wostok była dostatecznie długa. Automatyczne urządzenie uruchomiło system orientacji statku na godzinę przed lądowaniem, o godzinie 10:03:49,3. O godzinie 10:39:55 automaty statku uruchomiły silniki hamujące. Po 39 sekundach pracy silników wstecznych, kapsuła powróciła do atmosfery. Wreszcie o godzinie 10:55:37 została odstrzelona pokrywa włazu. Miało to miejsce w warunkach prędkości zwykłego opadania, w dolnych warstwach atmosfery. W momencie odstrzelenia pokrywy włazu Wostok 5 znajdował się na wysokości 7 km. Po dwóch sekundach automatycznie została uruchomione urządzenie spadochronowe kosmonauty. Walerij Bykowski wylądował o 11:06:00, 540 km na północny zachód od Karagandy, na tym samym równoleżniku. Różnica warunków, w jakich lądował Wostok i kosmonauta, spowodowały różne miejsca lądowania. W protokole zgłoszonym do FAI zostały podane następujące współrzędne geograficzne miejsca lądowania kosmonauty: 53°23′45″ N, 67°36′41″ E, a  miejsce lądowania statku kosmicznego: 53°23′45″ N, 67°37′30″ E. 
Akcja poszukiwawczo-ratownicza była słabo zorganizowana. Ekipy nie miały łączności z kosmonautami i nie wiedzieli w jakim są stanie. Obu kosmonautów ekipy odebrały dopiero następnego dnia po lądowaniu.
Tierieszkowa spędziła pierwszą noc po lądowaniu w Karagandzie. Następnego dnia odleciała samolotem Ił-8 do Kujbyszewa.
Bykowski wylądował między dwoma drzewami w terenie stepowym. Pierwsi dotarli do niego konno pobliscy mieszkańcy. Pomogli mu wydostać się ze skafandra. Szybko zebrał się tłum gapiów (tak jak i w miejscu lądowania Tierieszkowej). Samochodem Wołga podwieziono go do kapsuły, która opadła ok. 2 km dalej. Tam został wypatrzony przez patrolowe samoloty An-2 i Ił-14. Nie mógł jednak powiadomić ich przez pokładowe radio. Noc spędził w pobliskim mieście Kustan, a dzień później zabrał go stamtąd Ił-14 do Kujbyszewa.
O 12:00 Radio Moskwa i Radziecka Telewizja Centralna przerwały normalny program. O 12:16 obwieszczono pomyślne lądowanie obu statków.